# 室蘭港

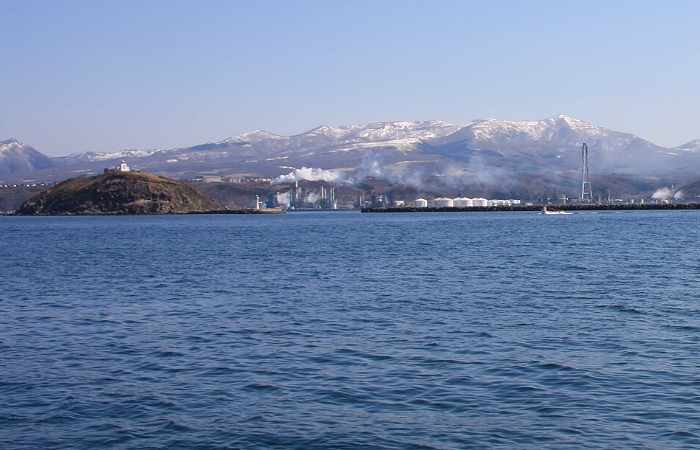
室蘭港と大黒島（左）、鷲別岳（室蘭岳）（右奥）

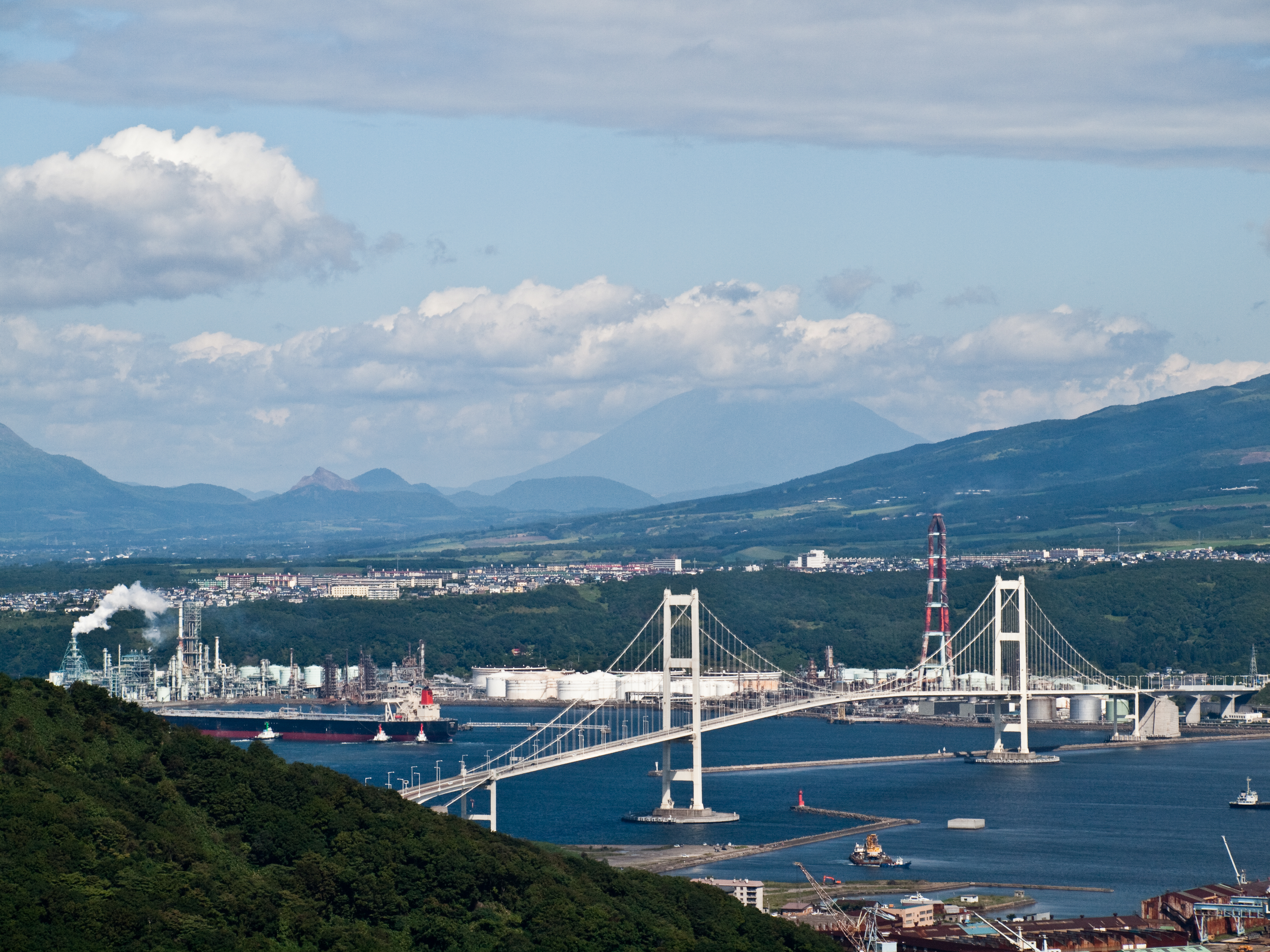
湾口部に架かる白鳥大橋

室蘭港（むろらんこう）は、北海道室蘭市にある港湾。港湾管理者は室蘭市、港湾法上の「国際拠点港湾」および港則法上の「特定港」に指定されている。

## 概要
室蘭港は内浦湾（噴火湾）東端に位置しており、噴火湾に向かって突き出した絵鞆半島によって太平洋から遮蔽し、天然の入り江を形成する良港になっている。港湾区域は1,598 haあり、北海道内最大となる被覆内水域1,401 ha、北日本最大となる本航路の水深（16.5 m）を有している。1872年（明治5年）の供用開始以来、石炭積出・製鉄・石油精製などを中心とした臨海工業港及び後背地の流通拠点港として北海道工業地域の発展を支えた。近年は環境事業（静脈物流など）や防災、洋上風力発電の拠点港としての機能を推進している。港湾取扱貨物量は北海道内3位（平成28年）となっている。

## 港湾施設
港湾施設は以下の通り。

### 防波堤
- 北防波堤
- 南防波堤
- 北外防波堤
- 南外防波堤
- 南外防波堤（B）
- 南副防波堤
- 内防波堤
- 波除提
- 機帆船船溜防波堤
- 崎守船溜防波堤
- 崎守船溜防波堤（A）
- 崎守船溜防波堤（B）
- 陣屋水面木材流出防止防波堤（B）
- 築港船入澗防波堤
- 絵鞆船溜防波堤
- 絵鞆小型船溜防波堤（A）
- 絵鞆小型船溜防波堤（B）

### 大型けい船岸壁（公共岸壁）
- 崎守埠頭
  - 西岸壁
  - 中央岸壁
  - 6号岸壁
  - 物資専門岸壁
  - けい船杭
- フェリー埠頭
  - 3号岸壁
  - 4号岸壁
- 入江耐震岸壁
- 中央埠頭
  - 旅客船岸壁
  - 乙種
  - 丙種
- 西3号埠頭
  - 基部
  - －5.5 m岸壁
  - 東側
  - 頭部
  - 西側
  - スリップ
- 西2号埠頭
  - 東側
  - 頭部
  - 西側
  - スリップ
- 西1号埠頭
  - 東側
  - 西側
- 祝津埠頭
  - 1〜2号岸壁
  - 内航岸壁

### 大型けい船岸壁（専用岸壁）
- ENEOS埠頭
  - J - 0桟橋
  - J - 1桟橋
  - J - 2桟橋
  - J - 3桟橋
  - H - 1桟橋
  - H - 2桟橋
  - H - 3桟橋
  - H - 4桟橋
  - H - 5桟橋
- 本輪西埠頭
  - 西岸壁
  - 南岸壁
  - 東岸壁
- 中卯埠頭
  - モービル岸壁
  - 三菱岸壁
  - 出光岸壁
- 日本製鉄埠頭
  - 北6号岸壁
  - 北5号岸壁
  - 北4号岸壁
  - 北3号岸壁
  - 丁種岸壁
  - 丙種岸壁
  - 乙種岸壁
  - 甲種岸壁
  - 18号岸壁
  - 19号岸壁
- 日鉄セメント埠頭
  - 北2号岸壁
  - 北1号岸壁
  - 丁種岸壁
- 御崎埠頭
- 日通埠頭
  - 1号岸壁
  - 2号岸壁
  - 3〜4号岸壁
  - 5号岸壁
  - 6号岸壁
  - 7号岸壁
  - 8号岸壁
- 日鋼埠頭
  - 2号岸壁
- 楢崎
  - ドルフィン
- 楢崎埠頭
- 函館どつく埠頭

### 緑地
- 崎守臨海公園
- 入江臨海公園
- 入江親水緑地
- 築地地区緑地
- 祝津臨海公園
- 絵鞆臨海公園

### 厚生施設
- 市立船員待合所
- 室蘭海員会館
- 市立室蘭みなと診療所

## 航路
フェリー航路
- 津軽海峡フェリー

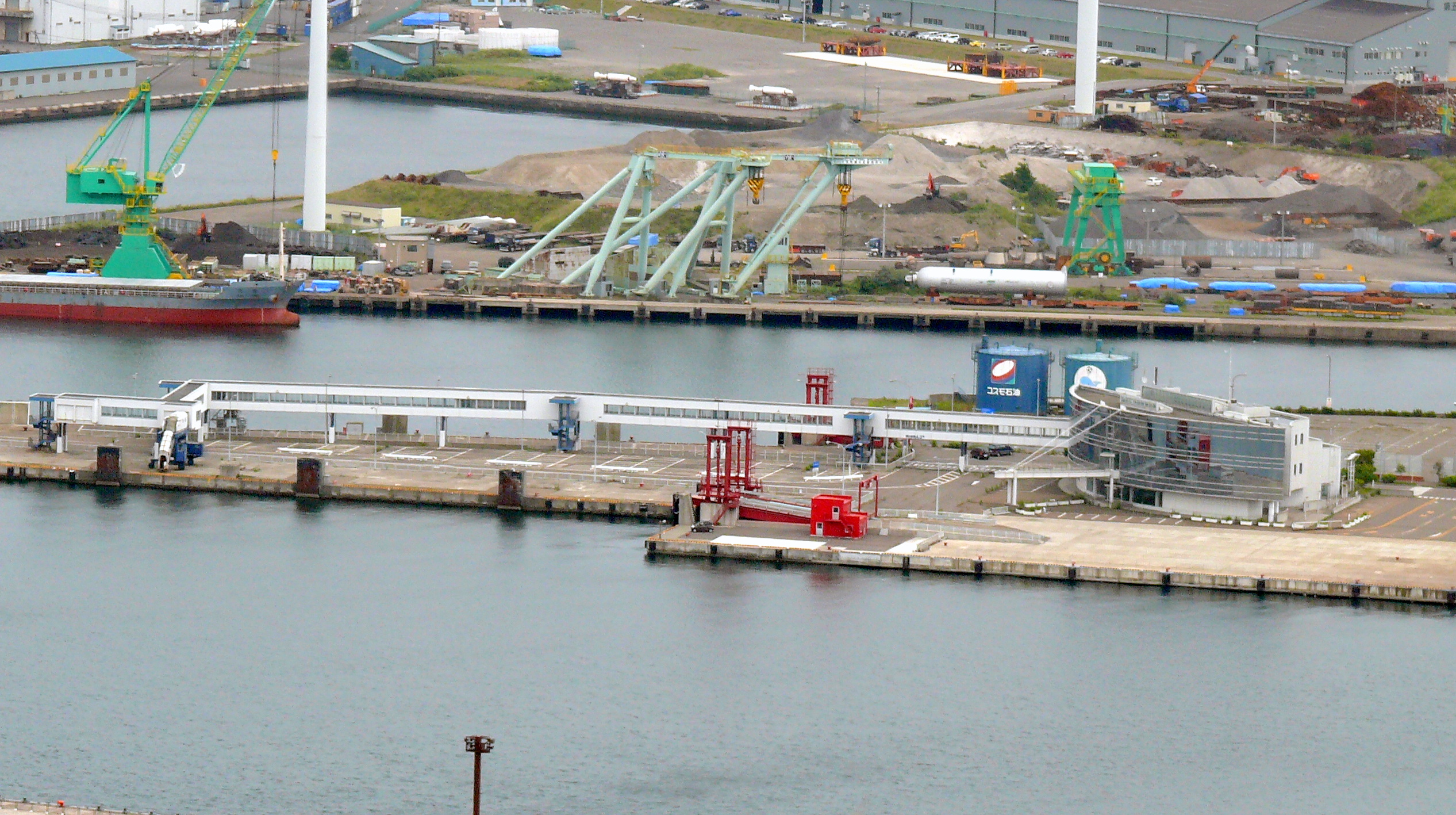
測量山から眺めたフェリーターミナル（2011年8月）

  - 室蘭港 - 青森港（2023年10月 - ）[8]

コンテナ航路（過去）
- 国際コンテナ航路（毎週寄港。船社：高麗海運ジャパン、2000年3月 - 2025年3月）[9]
  - 釜山港→石狩湾新港→函館港→苫小牧港→釧路港→室蘭港→八戸港→釜山新港→釜山港→蔚山港→光陽港→連雲港→青島港→釜山港

フェリー航路（過去）
- 東日本フェリー
  - 室蘭港—青森港（1967年5月 - 2008年11月）
  - 室蘭港—大間港（1970年12月 - 1991年10月）
  - 室蘭港—八戸港（1979年5月 - 2006年3月）
  - 室蘭港—大洗港（1985年3月 - 2002年6月）
  - 室蘭港—直江津港（1990年7月 - 2006年12月、1998年9月から博多まで延航）
  - 室蘭港—大畑港（1991年12月 - 1998年4月）
- 川崎近海汽船
  - 室蘭港—宮古港（2018年6月 - 2020年3月、2018年10月から南下便のみ八戸経由に変更）[10][11][12][13][14]
  - 室蘭港—八戸港（2020年4月 - 2022年1月）[15]

## 官公署
- 室蘭市役所
- 函館税関室蘭税関支署
- 小樽検疫所室蘭出張所
- 北海道開発局室蘭開発建設部
  - 室蘭港湾事務所
- 北海道運輸局室蘭運輸支局
  - 入江町庁舎
- 札幌管区気象台室蘭地方気象台
- 第一管区海上保安本部室蘭海上保安部

## 沿革
「室蘭港の歴史」参照

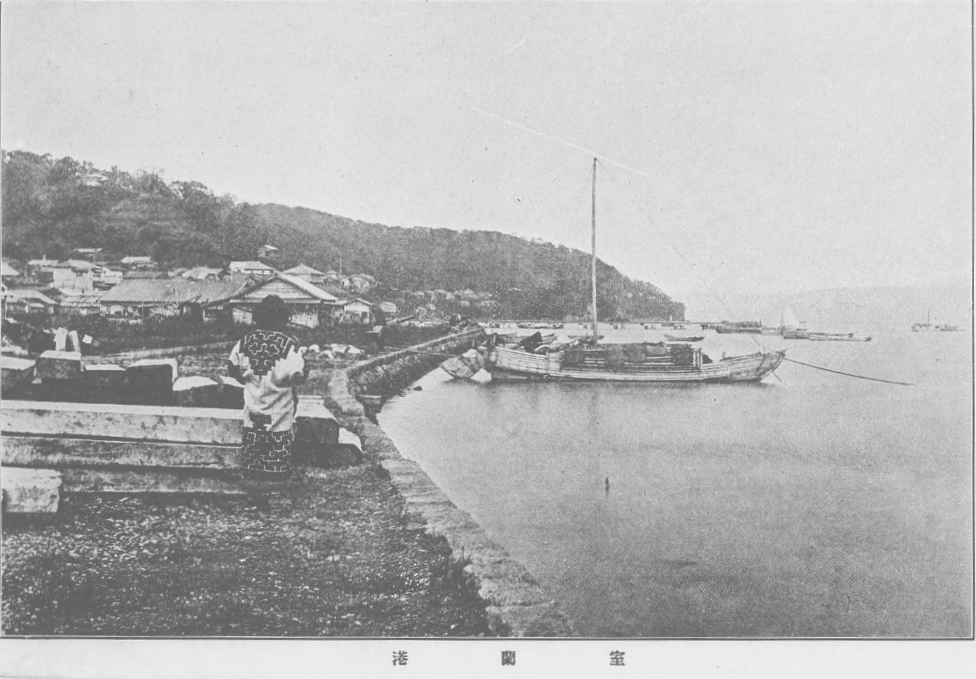
室蘭港（1900年頃）

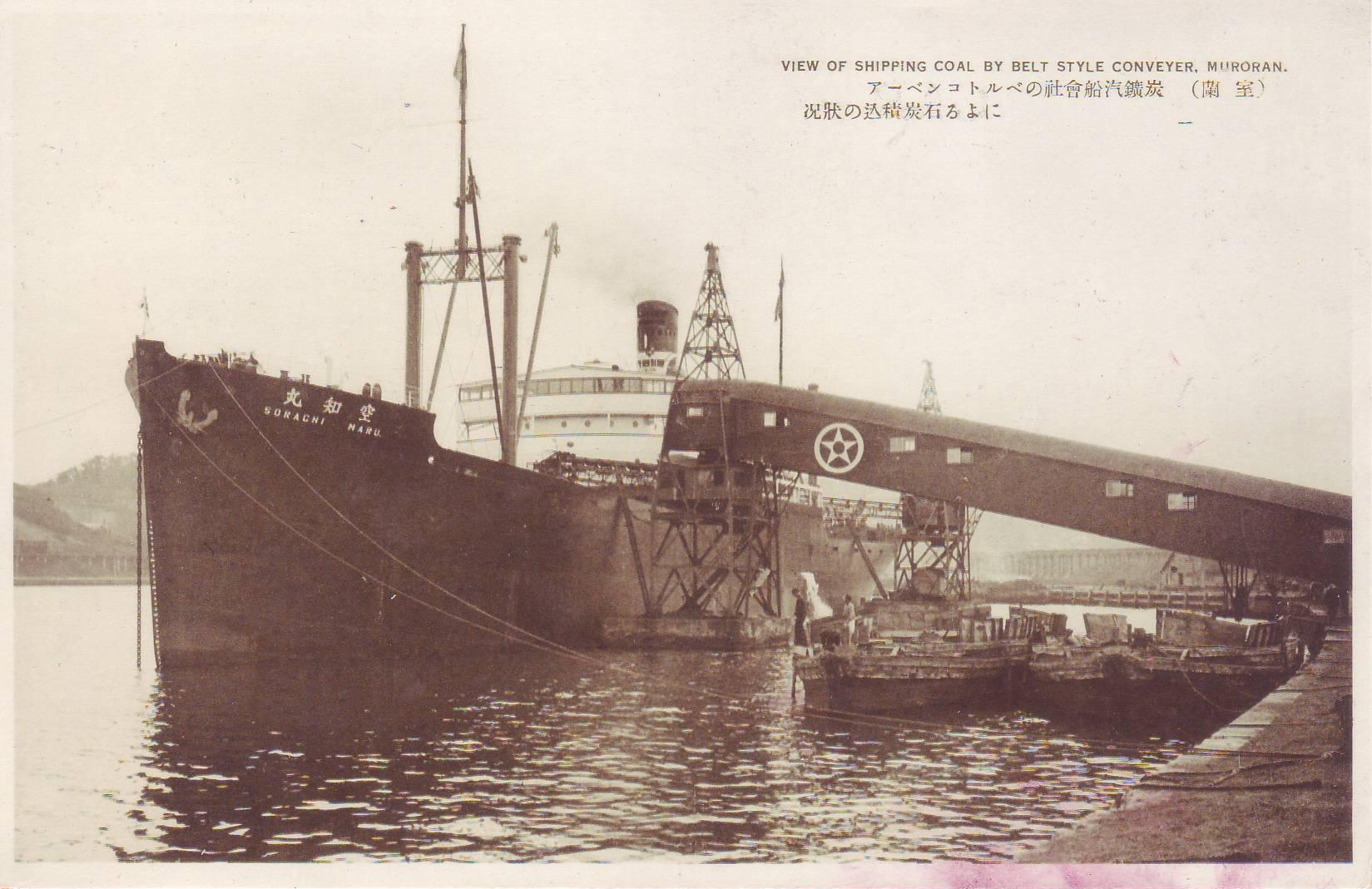
室蘭港で石炭の積み出しをする北海道炭礦汽船「空知丸」の絵葉書

- 1872年（明治05年） : トキカラモイに木製桟橋設置し、室蘭海関所設置（室蘭港供用開始）。室蘭—森間の官営噴火湾定期航路（森蘭航路）開設。
- 1883年（明治16年） : 室蘭—森定期航路民間委託。
- 1889年（明治22年） : 栗林吉次により新潟—室蘭間で貨物船による米運輸（1893年まで）。室蘭港における海運業開始。
- 1890年（明治23年） : 海軍省による第5の鎮守府予定地（現在の母恋付近）になる。
- 1891年（明治24年） : 大黒島灯台点灯。
- 1892年（明治25年） : 輪西に初代・室蘭駅開設。エトスケレップ桟橋より石炭船積み。
- 1893年（明治26年） : 日本郵船の青森—函館間の定期航路が室蘭まで延長。室蘭—森間定期航路廃止。「軍港」指定。
- 1894年（明治27年） : 税関所設置。外国貿易の「特別輸出港」指定。
- 1897年（明治30年） : 室蘭駅が市街地近くの仏坂下に移転し、海岸町の埋立整備が進む。
- 1899年（明治32年） : 「関税法」施行による開港。
- 1903年（明治36年） : 軍港指定解除。海岸町の埋立整備が終了し、室蘭駅が再び移転。
- 1906年（明治39年） : 日本郵船が3港連絡定期航路廃止し、青森—室蘭間の青蘭定期航路に変更。
- 1909年（明治42年） : 北海道炭礦汽船輪西製鐵所（現在の日本製鉄室蘭製鉄所）の50 t溶鉱炉火入れ。母恋の室蘭工場（現在の日本製鋼所室蘭製作所）第7工場運転開始。
- 1910年（明治43年） : 日本製鋼所専用埠頭完成。
- 1911年（明治44年） : 室蘭駅構内に石炭積出用海上高架桟橋完成。
- 1915年（大正04年） : 日本郵船が青蘭定期航路から撤退し、北日本汽船に譲渡[17]。
- 1918年（大正07年） : 港内防波堤築設起工（1927年完成）。
- 1923年（大正12年） : 頭山満、楢崎、三菱合資会社、開発局、鉄道院などによる西室蘭埋立整備終了。
- 1943年（昭和18年） : 海運統制に伴い、北日本汽船が大阪商船に吸収合併[18]、青蘭定期航路が大阪商船の運用となる。
- 1950年（昭和25年） : 大阪商船が青蘭航路を廃止し、新たに室蘭—東京（京浜）航路及び室蘭—阪神航路開設[18]。
- 1951年（昭和26年） : 「重要港湾」、「出入国港」、「検疫港」指定。
- 1954年（昭和29年） : 昭和天皇、香淳皇后の行幸啓。巡視船てるづきに乗船して港内を視察[19]。
- 1962年（昭和37年） : 「植物防疫輸入指定港」指定。
- 1964年（昭和39年） : 北外防波堤の築設起工（1972年完成）。
- 1965年（昭和40年） : 東北・北海道地方初となる「特定重要港湾」（現在の国際拠点港湾）指定。港内でタンカー「ヘイムバード号」桟橋衝突炎上事故発生[20]。5月23日、原油を積載したヘイムバードが操船ミスにより日本石油精製室蘭製油所（当時）の桟橋に衝突炎上、6月18日に鎮火するまで27日間に渡って燃え続け、10名の犠牲者を出した。付近の住民にも一時避難命令が出された。
- 1967年（昭和42年） : 東日本フェリー室蘭—青森間フェリー航路（青蘭航路）開設 （2008年12月廃止）。
- 1969年（昭和44年） 
  - 3月17日 - 楢崎造船で艤装中の新造貨物船が強風に煽られて走錨。港内を横断して約4km先の富士製鉄室蘭製鉄所の岸壁に衝突、船首を破損した[21]。
  - 南外防波堤の築設起工（完成1978年）。
- 1970年（昭和45年） : 室蘭—大間間フェリー航路開設（1991年11月休止）。
- 1974年（昭和49年） : 北外防波堤灯台新設に伴い、大黒島灯台廃止。
- 1978年（昭和53年） : フェリー埠頭供用開始。
- 1979年（昭和54年） : 室蘭—八戸間フェリー航路開設（2006年3月休止）。
- 1981年（昭和56年） : 祝津コールセンター開設。
- 1985年（昭和60年） : 室蘭駅—西室蘭駅間の室蘭本線貨物支線廃線。室蘭—大洗間フェリー航路開設（2002年6月休止）。
- 1986年（昭和61年） : 東南アジアとコンテナ定期航路開設（1992年2月休止）。
- 1988年（昭和63年） : 「動物等指定検疫物輸入港」指定。
- 1990年（平成02年） : 室蘭—直江津間フェリー航路開設（1998年9月に博多まで延航、2006年12月休止）。
- 1991年（平成03年） : 室蘭—大畑間フェリー航路開設（1998年4月休止）。
- 1992年（平成04年） : エンルムマリーナ開設[22]。
- 1994年（平成06年） : 新フェリーターミナル（室蘭港フェリーターミナル）竣工。
- 1995年（平成07年） : 「外国産食糧輸入港」指定。
- 1997年（平成09年） : 崎守埠頭第6バース（水深14 m）供用開始。横浜港からガントリークレーン譲受し、稼働開始（2017年更新）[23]。
- 1998年（平成10年） : 室蘭港口に白鳥大橋（白鳥新道一期区間）開通。
- 1999年（平成11年） : 中央埠頭旅客船バース供用開始し、旅客船第一船として「飛鳥」接岸。
- 2000年（平成12年） : 大韓民国の釜山港・蔚山港との国際定期コンテナ航路開設（2006年休止、2008年釜山港との航路再開、2025年休止）。
- 2001年（平成13年） : 中央埠頭旅客船バース完成。
- 2002年（平成14年） : 静脈物流のリサイクルポート指定港湾「総合静脈物流拠点港（リサイクルポート）」に苫小牧港とともに一次指定[24]。絵鞆漁船だまり水中荷さばき地供用開始。
- 2003年（平成15年） : 浮体式防災施設（広域防災フロート）供用開始（2010年に国へ売却）。
- 2008年（平成20年） : エンルムマリーナが「海の駅」登録[25][26]。入江地区耐震強化岸壁供用開始[27]。東日本フェリーのフェリー事業撤退に伴う室蘭—青森間の航路廃止により、室蘭港におけるすべてのフェリー航路が一旦なくなる。
- 2010年（平成22年） : 国土交通省のパイロットモデル事業として日本国内初となる自動車専用運搬船の解体実証試験（船舶解体）実施[28]。
- 2011年（平成23年） : 東日本大震災による被災地支援のため、浮体式防災施設（広域防災フロート）を岩手県大船渡港及び福島県相馬港へ派遣[注 1][29][30]。
- 2012年（平成24年）：祝津絵鞆地区と入江地区が「みなとオアシス」登録[31]。
- 2014年（平成26年）：JX日鉱日石エネルギー（現在のENEOS）が室蘭製油所の原油処理を停止し、室蘭製造所として石化工場に転換（2019年に製造停止し、JXTGエネルギー室蘭事業所となる）[32][33][34][35]。
- 2015年（平成27年）：苫小牧沖で火災を起こした商船三井フェリーの「さんふらわあ だいせつ」が火災鎮火後の現場検証のため曳航[36]。
- 2018年（平成30年）：フェリーターミナルビル・フェリー埠頭の改修工事完了し[37]、川崎近海汽船による宮古—室蘭間フェリー航路就航[13][38]（2020年3月より宮古港寄港を休止し、八戸—室蘭間の運航となる[39]。2022年休止[15]。）。
- 2019年（令和元年）：日本製紙が室蘭からの木材チップ輸入を終了したことに伴い、崎守地区の木材チップヤードが廃止[40]。
- 2022年（令和04年）：室蘭港港湾施設群として「土木学会選奨土木遺産」認定[41]。
- 2023年（令和05年）：津軽海峡フェリーによる青森ー室蘭間フェリー航路が就航[8]。
- 2025年（令和07年）：唯一のコンテナ船定期寄港サービスであった、高麗海運による寄港が休止した。コンテナの積み下ろし作業に用いられるガントリークレーンの更新償還金が財政を圧迫していた[42]。収益改善のため、室蘭市はコンテナ船への各種減免措置の継続が困難であると船主に申し入れられており、コンテナ船サービスは事実上、継続不能となった[43]。ガントリークレーンは川内港へ有償譲渡される予定で[44]、崎守埠頭は代わりに洋上風力発電の拠点化に向けた用地としての利用が検討されている[42]。

## 参考資料
- “国際拠点港湾 室蘭港” (PDF).  室蘭市. 2017年9月29日閲覧。